# 康僧会
康僧會（？—280年），三國時代首位至東吳弘法的佛教僧人、譯經師，其先祖為康居（今哈薩克斯坦東部及錫爾河中下游）人，故稱「康」。

## 生平
其家族世居天竺，後來其父因經商移居交趾（今越南）。十余岁时，喪雙親，服喪後出家，從學于南陽的韓林、潁川的皮業、會稽的陳慧等人，學習漢譯佛典和禪觀。为人弘雅，有识量。笃志好学，明解三藏，博通六经，涉猎天文图纬。三国孙权在位时，佛教未行。康僧会想要兴佛立寺，设像行道，于是在東吳赤烏十年（247年）（或說為赤烏四年）至建業（南京）設立道場傳揚佛教。
由於其服裝相貌與俗人有異，被訴於吳主孫權，孫權召而詰之，後來孫權感其威神，为之建立「建初寺」。梵唄也于此時傳入中國。據《高僧傳》載，康僧會以建初寺為中心從事譯經和傳教，直到晉武帝太康元年（280年）因病去世為止。

## 譯經和注疏
按《出三藏記集》記載，康僧會在吳大帝孫權、吳少帝孫亮在位時譯出：
- 《六度集經》；
- 〈阿離念彌經〉（又作〈阿难念弥陀经〉）〈鏡面王經〉〈察微王經〉〈梵皇王經〉（收錄在《六度集經》末四章）；
- 《吳品》（又名《小品般若》，佚失不傳）[7]

此外，他還註解了《安般守意經》、《法鏡經》（即《郁伽長者所問經》同本異譯）以及《菩薩道樹經》。
他的翻译辞趣雅便，义旨微密。其他記載則有提到《舊雜譬喻經》為康僧會所譯，不過梁曉虹比對《舊雜譬喻經》與《六度集經》之慣用語彙，認為《舊雜譬喻經》並非康僧會所譯。繼之又有遇笑容、曹廣順從用語推究兩經之關係，亦持相同看法。